# Santos del Potosí
C.B. Santos del Potosí es el equipo de baloncesto  profesional de la Ciudad de San Luis Potosí, México; el cual milita en la Zona Oeste de la Liga Nacional de Baloncesto Profesional.

## Historia
La historia comienza en 1969, cuando empresarios de San Luis Potosí decidieron crear un equipo de baloncesto profesional, no sólo que participara en el Circuito Mexicano de Básquetbol (CIMEBA), también que peleara por estar entre los mejores equipos del país.
El inicio no fue nada sencillo, pero pronto consiguieron hacerse de un estilo de juego agradable y ganador que se vio reflejado en los resultados.
El equipo en el CIMEBA estuvo siempre entre las mejores quintetas y fue en la temporada 1971-1972 cuando se logra el primer título nacional.
En la temporada 1980 del CIMEBA, se obtiene el segundo título nacional, esto gracias a que se contaba con una gran camada de jugadores, de los cuales tres llegarían a formar parte de la selección nacional de México.
Pero el logro más importante, es en la temporada 2004 de la Liga Nacional de Baloncesto Profesional (LNBP), cuando logran coronarse bajo el mote de Santos Reales ante el gran equipo de los Halcones UV Xalapa, llevándose así el trofeo a San Luis Potosí.
En 2009, el equipo se vio forzado a abandonar toda competencia profesional, debido a problemas financieros. 
Con una nueva administración y mayor inversión, el equipo retornó a la LNBP para la temporada 2015-2016, con el nuevo nombre de C.B. Santos San Luis.
En el año 2020, debido a los problemas económicos que ocasionaría la ausencia de espectadores en el estadio durante la pandemia ocasionada por el virus SARS-CoV-2, el equipo se vio forzado a no participó en la temporada 2020 de la LNBP, esperando su retorno en la próxima contienda.
En julio de 2023 se anuncia el regreso a la LNBP ahora bajo el nombre de Santos del Potosí 

## Estadio
El equipo C.B. Santos San Luis juega sus partidos de local en el Auditorio Miguel Barragán, en la capital potosina. Este inmueble cuenta con capacidad para albergar a 3,400 espectadores.

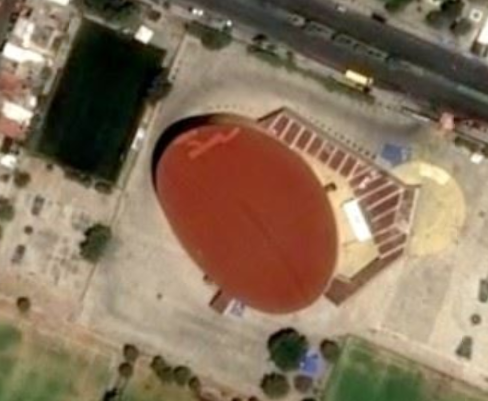
Toma aérea del Auditorio Miguel Barragán

## Jugadores

### Roster actual
| Santos del Potosí Temporada 2025 |    |                                    |                                     |
| C U E R P O T É C N I C O        |    |                                    |                                     |
| Entrenador                       |    | Bandera de Puerto Rico             | Manuel Iván Cintrón Vega            |
| Asistente                        |    | Bandera de México                  | Amsy Enay Morales Maytorena         |
| J U G A D O R E S                |    |                                    |                                     |
| Pívot                            | 0  | Bandera de Estados Unidos          | Taylor Maurice Johns (Baja)         |
| Escolta                          | 1  | Bandera de Uruguay                 | Diego González Correa               |
| Base                             | 2  | Bandera de Puerto Rico             | Tjader Javier Fernández García      |
| Pívot                            | 3  | Bandera de Estados Unidos          | Markedric Keyaivis Bell             |
| Escolta                          | 4  | Bandera de Estados Unidos          | Jaire Grayer                        |
| Escolta                          | 5  | Bandera de Estados Unidos          | Terrance Eugene Ferguson Jr. (Baja) |
| Ala-Pívot                        | 6  | Bandera de Estados Unidos          | Torren Jones (Baja)                 |
| Base/Escolta                     | 7  | Bandera de Serbia                  | Branislav Vujadinovic (Baja)        |
| Alero/Ala-Pívot                  | 8  | Bandera de Estados Unidos          | Jalen Rashad Nesbitt (Baja)         |
| Alero                            | 10 | Bandera de Puerto Rico             | Josué Erazo Torres                  |
| Pívot                            | 11 | Bandera de Estados Unidos          | Carson Basham (Baja)                |
| Pívot                            | 12 | Bandera de Estados Unidos          | Joshua Nurse                        |
| Ala-pívot                        | 13 | Bandera de Puerto Rico             | Jonathan Rodríguez (Baja)           |
| Alero                            | 17 | Bandera de México                  | Ángel Francisco Peralta Carrillo    |
| Base                             | 21 | Bandera de México                  | Carlos Ramsés Suárez Rodríguez      |
| Base                             | 24 | Bandera de Puerto Rico             | Rafael Andrés Pinzón (Baja)         |
| Ala-Pívot                        | 25 | Bandera de México                  | Juan Luis Ramírez Herrera           |
| Pívot                            | 27 | Bandera de México                  | Alexis Francisco Cervantes Guerrero |
| Base/Escolta                     | 30 | Bandera de Estados Unidos          | Anthony Corrie Pritchard (Baja)     |
| Ala-Pívot                        | 34 | Bandera de la República Dominicana | Luismal Ferreiras                   |
| Escolta                          | 35 | Bandera de Puerto Rico             | Ángel Luis Matías De León           |
| = Capitán                        |    |                                    |                                     |
| = Lesionado                      |    |                                    |                                     |

 =  Cuenta con nacionalidad mexicana. 

### Roster LNBP Femenil
| Santas del Potosí Temporada 2024 |    |                           |                                         |
| C U E R P O T É C N I C O        |    |                           |                                         |
| Entrenador                       |    | Bandera de Puerto Rico    | Manuel Iván Cintrón Vega                |
| J U G A D O R A S                |    |                           |                                         |
| Escolta                          | 3  | Bandera de México         | Diana Laura Villalobos Cruz             |
| Base/Escolta                     | 4  | Bandera de El Salvador    | Hillary Martínez                        |
| Base/Escolta                     | 6  | Bandera de Estados Unidos | Diamond Battles                         |
| Base/Escolta                     | 9  | Bandera de Uruguay        | Joaquina Gregorio Santos (Baja)         |
| Base/Escolta                     | 11 | Bandera de Estados Unidos | Tynice Martin (Baja)                    |
| Ala-pívot/Pívot                  | 12 | Bandera de Estados Unidos | Madelyn Batista (Baja)                  |
| Ala-pívot/Pívot                  | 13 | Bandera de Estados Unidos | Shaiquel McGruder                       |
| Ala-pívot                        | 18 | Bandera de México         | Diana Armas Puente                      |
| Alero                            | 21 | Bandera de Canadá         | Julia Chadwick (Baja)                   |
| Ala-pívot/Pívot                  | 22 | Bandera de Estados Unidos | Kassondra Brown (Baja)                  |
| Alero                            | 23 | Bandera de Estados Unidos | Jazmine Jones                           |
| Base/Escolta                     | 30 | Bandera de México         | Elisa Gared Aguilar Enriquez (Inactiva) |
| Alera/Ala-pívot                  | 33 | Bandera de Estados Unidos | Akilah Maisah Bethel                    |
| Alero                            | 35 | Bandera de México         | Katya Itzel Mendoza Martínez            |
| Pívot                            | 44 | Bandera de Estados Unidos | LaDazhia Williams                       |
| Pívot                            | 55 | Bandera de Estados Unidos | Zakyia Weathersby                       |
| Pívot                            | 91 | Bandera de Cuba           | Melissa Inés Oleaga Jorrín (Baja)       |
| = Capitán                        |    |                           |                                         |
| = Lesionado                      |    |                           |                                         |

 =  Cuenta con nacionalidad mexicana. 